# Rhipidomys latimanus
Rhipidomys latimanus (Tomes, 1860) è un roditore della famiglia dei Cricetidi diffuso in America centrale e meridionale.

## Descrizione

### Dimensioni
Roditore di piccole dimensioni, con la lunghezza della testa e del corpo tra 121 e 144 mm, la lunghezza della coda tra 170 e 198 mm, la lunghezza del piede tra 29 e 32 mm, la lunghezza delle orecchie tra 19 e 20 mm e un peso fino a 64 g.

### Aspetto
Le parti dorsali sono arancioni o bruno-rossastre con striature nerastre, i fianchi sono arancioni, mentre le parti ventrali sono bianche. Le vibrisse sono lunghe e spesse. Le orecchie sono relativamente corte e rivestite di peli arancioni. I piedi sono larghi, il loro dorso è brunastro con una sottile macchia più scura che si estende fino alla base delle dita. La coda è più lunga della testa e del corpo, è uniformemente marrone e termina con un ciuffo di peli.

## Biologia

### Comportamento
È una specie arboricola e probabilmente notturna.

### Alimentazione
Si nutre di frutta.

### Riproduzione
Una femmina gravida con tre embrioni è stata catturata nel mese di marzo.

## Distribuzione e habitat
Questa specie è diffusa dall'estrema parte orientale di Panama attraverso la Colombia centrale ed occidentale fino all'Ecuador centrale e al Perù settentrionale.
Vive nelle foreste sempreverdi tra 450 e 2.200 metri di altitudine.

## Conservazione
La IUCN Red List, considerato il vasto areale e la popolazione presumibilmente numerosa , classifica R.latimanus come specie a rischio minimo (Least Concern).